# خیار تعذر تسلیم
خیار تعذر تسلیم یکی از انواع خیار فسخ است که بر پایه آن در صورت ناممکن شدن انجام تعهد برای یکی از طرفین عقد، طرف دیگر حق برهم زدن قرارداد را به دست می‌آورد.
مقصود از تعذر ناتوانی و از بین رفتن و فقدان قدرت است و مقصود از خیار تعذر خیاری است که در اثر ناتوانی طاری و از بین رفتن قدرت تسلیم یا قدرت اجرای تعهد و شرط یک طرف، برای طرف دیگر عقد ایجاد می‌شود.

## قانون مدنی
قانون مدنی از خیار تعذّر تسلیم به صراحت سخن نگفته، لیکن علاوه بر منابع فقهی می‌توان در این خصوص به مواد ۲۳۹، ۲۴۰، ۳۸۰، ۴۷۶ و ۵۳۴ قانون مدنی استناد کرد. برخی از فقهای بزرگ نیز مانند شهیدین در لمعه و شرح لمعه آن را به عنوان یکی از خیارات ذکر کرده‌اند.

## تعذر طاری
تعذر طاری بدین معنی است که در زمان عقد قرارداد وجود نداشته باشد و بعداً پدید آید. هرگاه تعذر تسلیم یا اجرای تعهد اصلی باشد نه طاری، باید بین تعذر اجرای شرط و تعذر اجرای تعهد اصلی تفاوت گذاشت بدین نحو که:
1. در مورد تعذر اجرای شرط: مشروط له (کسی که شرط به نفع او ست) حق فسخ دارد.[۳]
2. در مورد تعذر اجرای تعهد اصلی، مانند تسلیم مبیع در قرارداد بیع، قرارداد باطل است. زیرا قدرت بر تسلیم، شرط صحت عقد است.[۴][۵]

## قلمرو و شرایط
خیار تعذر تسلیم در حوزه عقود معوض و با شرایط ذیل ایجاد می‌شود و به عقد بیع منحصر نمی‌شود:
1. عقد معوض به‌طور صحیح منعقد شده باشد.
2. تعذر در مرحله تسلیم و اجرای تعهد باشد.
3. تعذر تسلیم یا اجرای تعهد موقت باشد نه دایمی و احتمال اجرای آن برود وگرنه عقد منفسخ می‌شود و نوبت به خیار فسخ نمی‌رسد.[۶]

## امکان اسقاط خیار تعذر تسلیم
این خیار نیز مانند دیگر خیارات، پس از ایجاد قابل اسقاط است و صاحب خیار می‌تواند آن را به‌طور صریح یا ضمنی اسقاط کند. ولی اسقاط خیار پیش از ایجاد آن به جمع شدن عوض و معوض در یک جا می‌انجامد و برخلاف نظم عمومی اقتصادی است.